# Giovanni da Campione

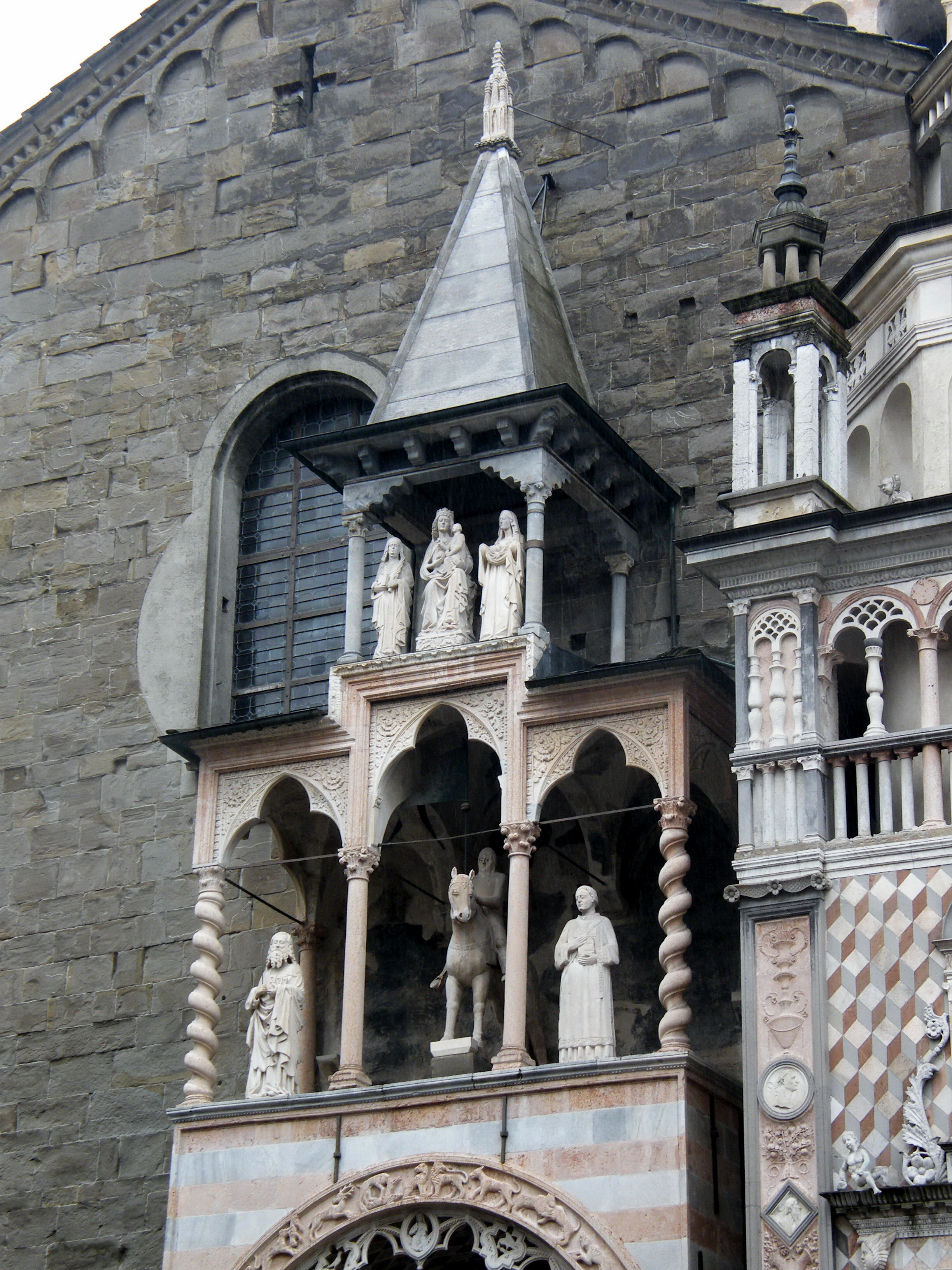
Protiro Basilica Santa Maria Maggiore di Bergamo

Giovanni da Campione (Campione d'Italia, 1320 circa – Campione d'Italia, 1375 circa) è stato uno scultore italiano.

## Biografia
Appartiene alla corrente dei Maestri campionesi che a lungo si distinsero con le loro opere soprattutto nel nord Italia.
Operò principalmente nel bergamasco, e tra le sue realizzazioni più importanti vanno annoverate quelle del battistero di Santa Maria Maggiore, in origine era posto all'interno della basilica alessandrina e poi, in un secondo tempo, rivisitato architettonicamente e posto all'esterno. Purtroppo questa opera ha subito, nel corso del tempo, diversi interventi correttivi e alteranti lo spirito originario e quindi di difficile giudizio. Il battistero ottagonale, incluse numerose nicchie impreziosite da figure di Virtù realizzate proprio da Giovanni. In evidenza anche sei fornelle con Fatti della vita di Gesù.
Nel 1351 Giovanni completò, sempre per Santa Maria Maggiore, il protiro su stile gotico e due anni dopo la statua di san Alessandro, accostata a quella di san Proiettizio. Per il protiro meridionale, Giovanni si ispirò ai lavori di Guglielmo Longhi, in puro stile campionese.
Dal 1361 al 1363 lo scultore ottenne l'incarico di capomastro dei lavori della basilica.

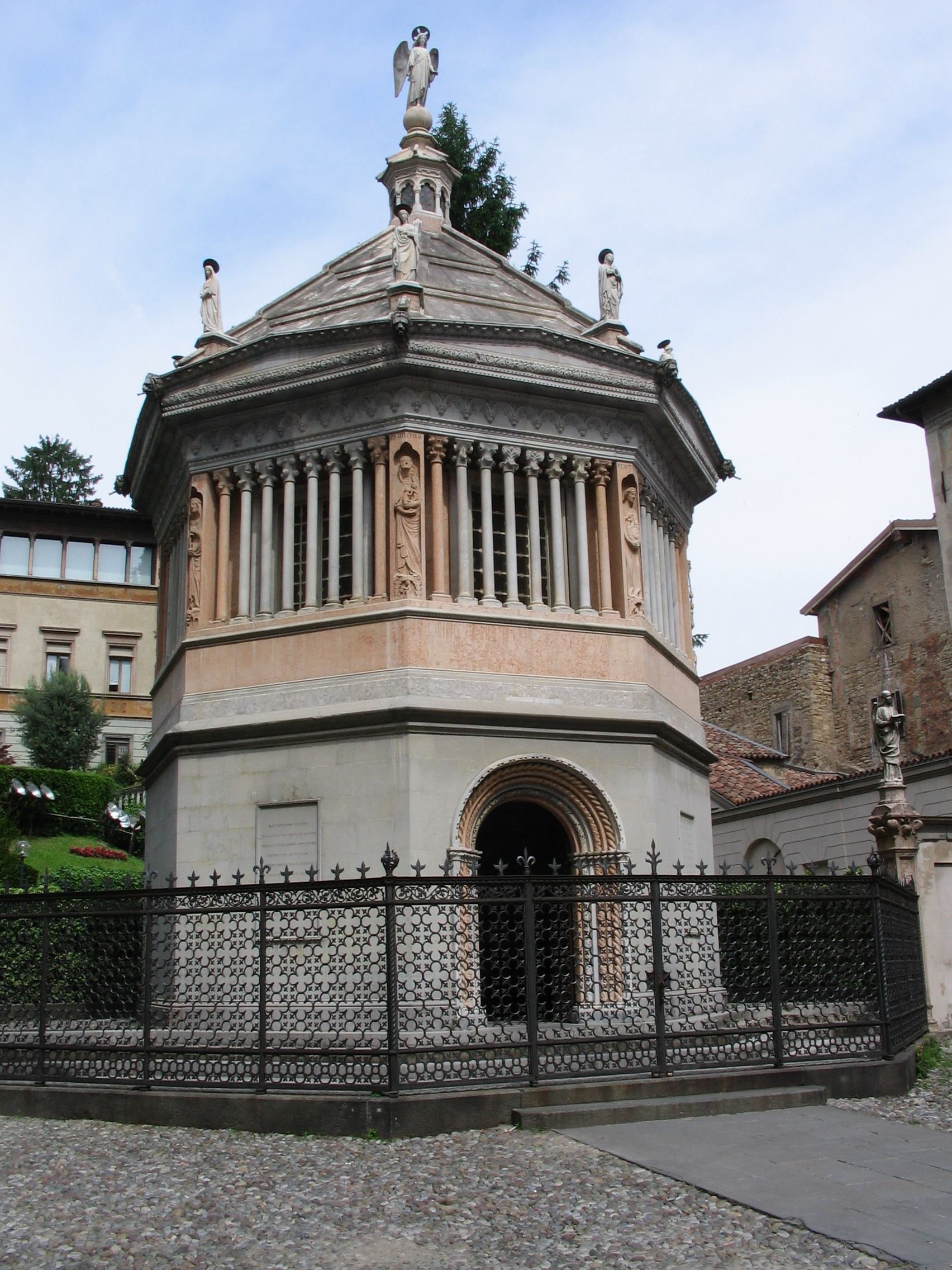
Il battistero

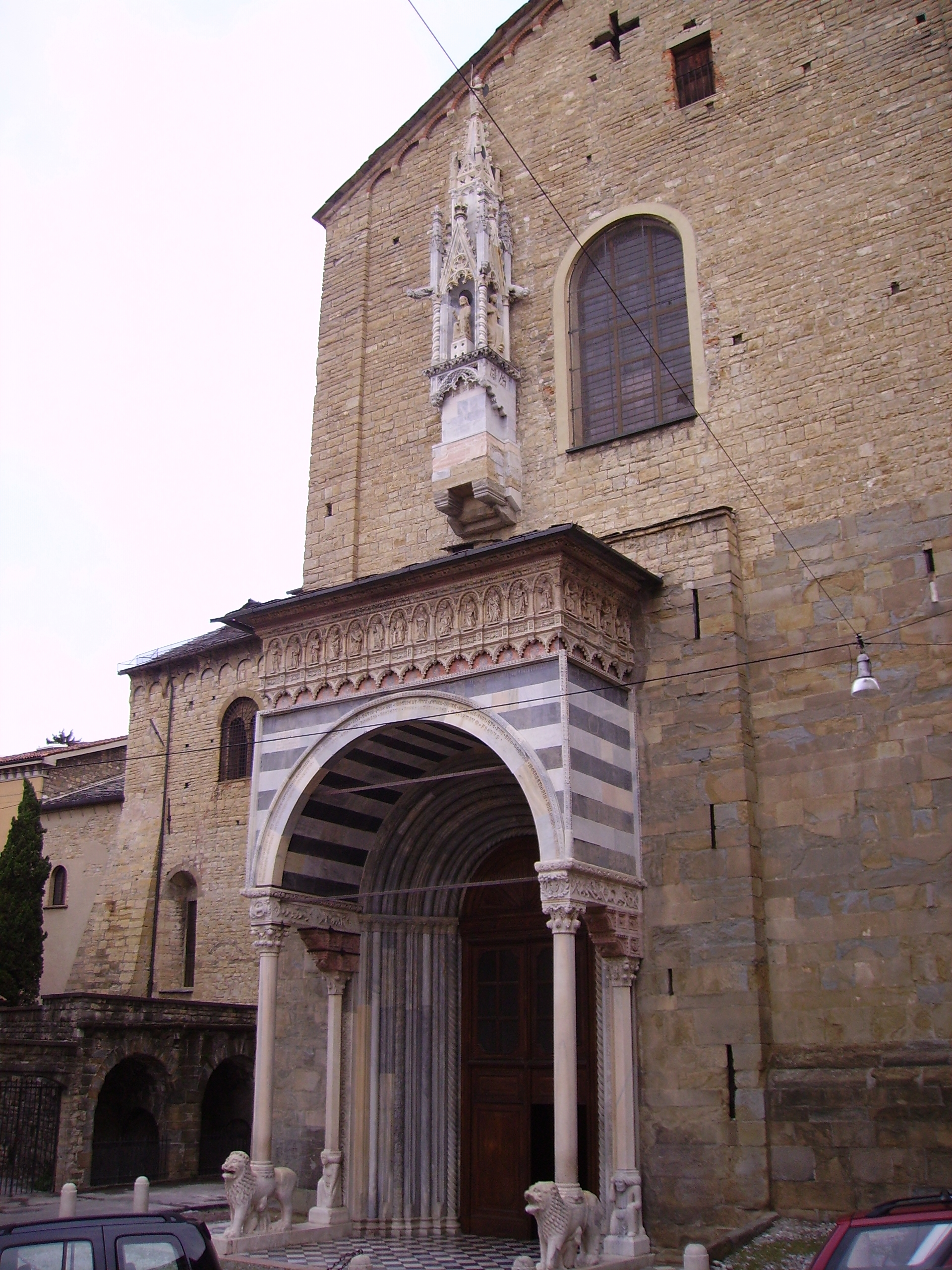
Portale meridionale detto dei Leoni bianchi

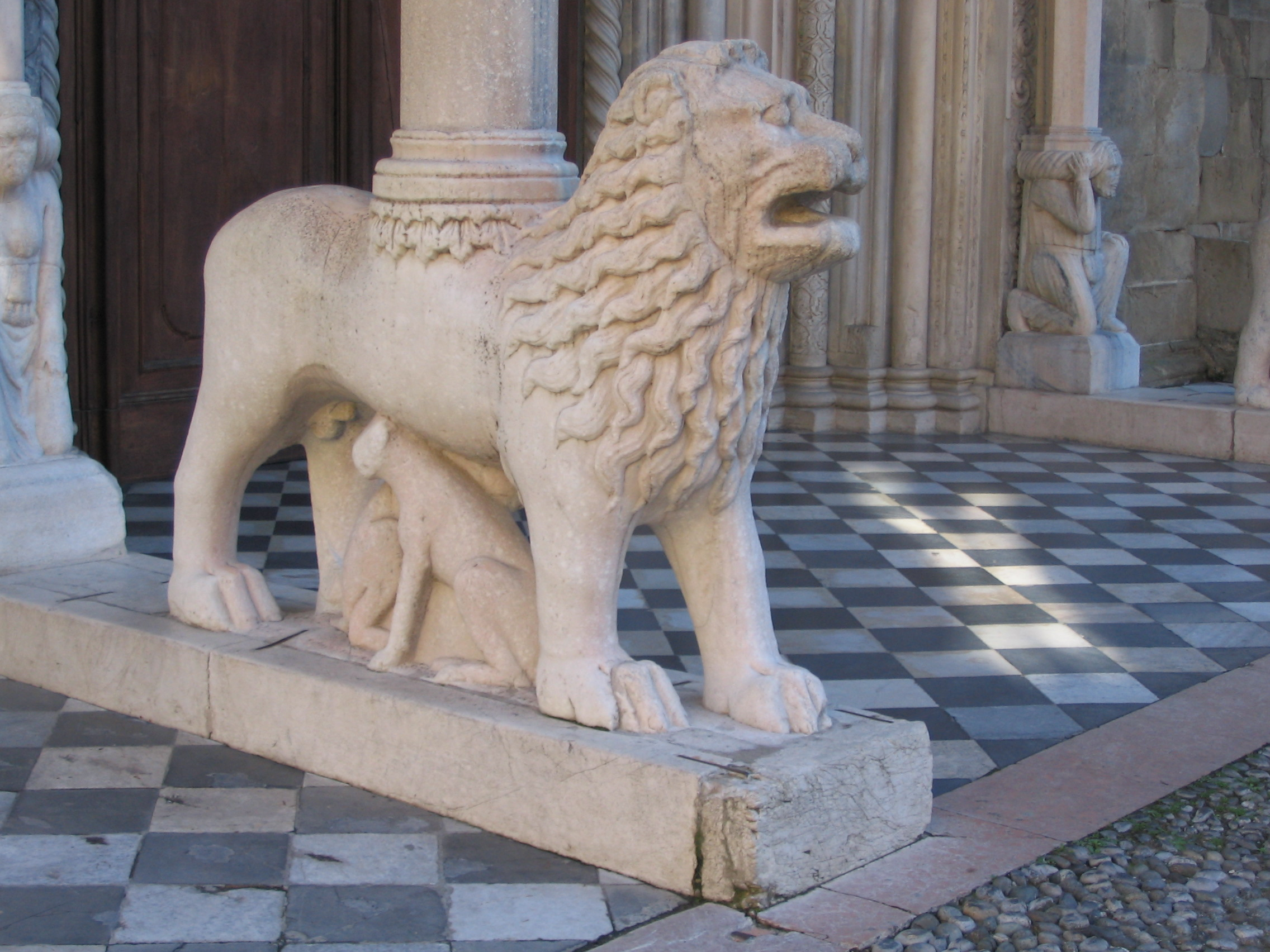
Leone stiloforo di Giovanni da Campione, nella basilica di Santa Maria Maggiore a Bergamo

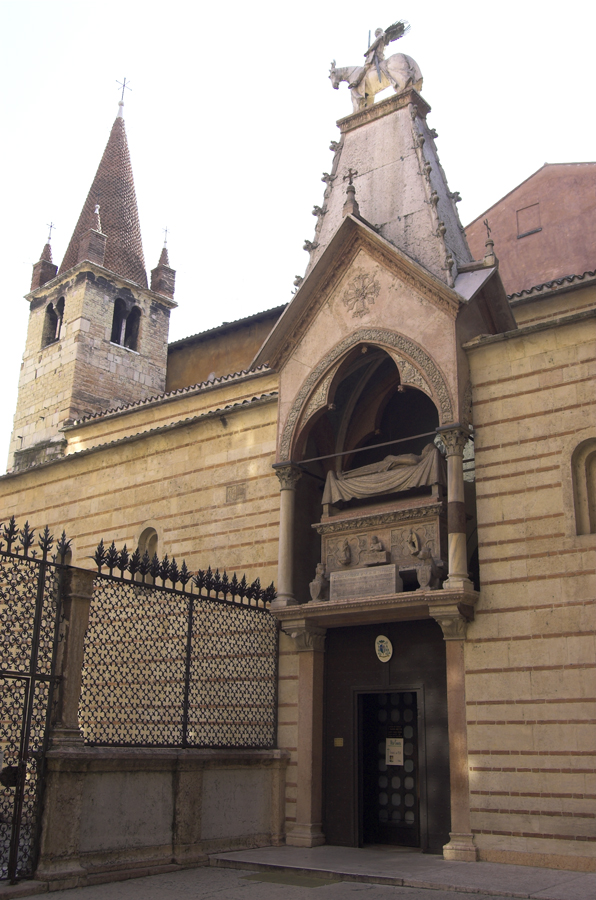
L'arca di Cangrande sopra l'entrata della chiesa di Santa Maria Antica

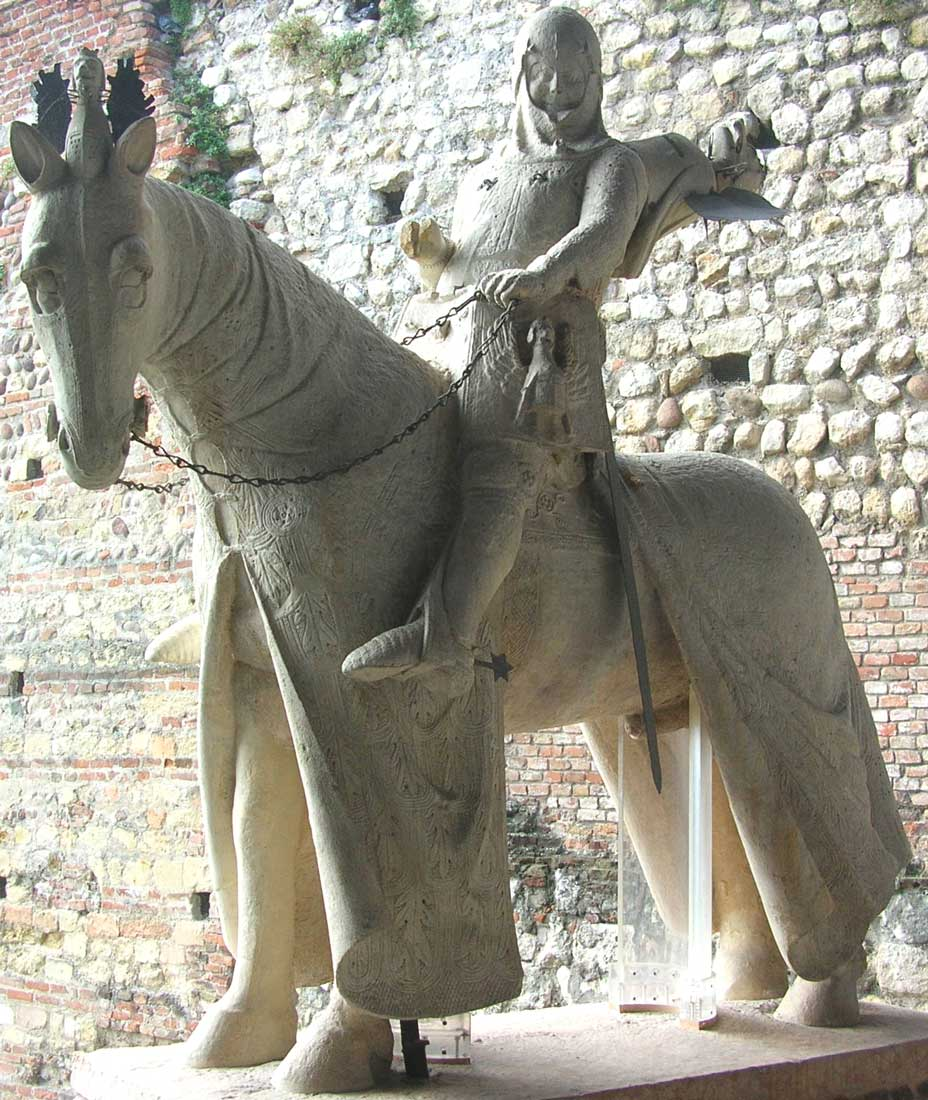
La statua equestre di Cangrande nel cortile di Castelvecchio